# Marathon van Enschede 2002
De marathon van Enschede 2002 (Twente Marathon 2002) werd gelopen op zondag 26 mei 2002. Het was de 34e editie van deze marathon.
Bij de mannen zegevierde de Keniaan Raymond Kipkoech in 2:12.33. Hij had aan de finish een voorsprong van twee seconden op zijn landgenoot Wesley Chelule, die 2:12.35 liet noteren. De Russische Lidiya Vasilevskaya won bij de vrouwen in een parcoursrecord van 2:29.23.
In totaal finishten er 292 marathonlopers, waarvan 272 mannen en 21 vrouwen.

## Uitslagen

### Mannen
| rang   | naam                  | land | tijd    |
| ------ | --------------------- | ---- | ------- |
| Goud   | Raymond Kipkoech      | KEN  | 2:12.33 |
| Zilver | Wesley Chelule        | KEN  | 2:12.35 |
| Brons  | Ernest Kibyego        | KEN  | 2:13.22 |
| 4      | Nobanda Mluleki       | RSA  | 2:14.55 |
| 5      | Samuel Kimaiyo        | KEN  | 2:15.21 |
| 6      | Mohammed Guennani     | FRA  | 2:15.37 |
| 7      | Benjamin Matolo       | KEN  | 2:21.19 |
| 8      | Aleksandr Bolkhovitin | RUS  | 2:23.33 |

### Vrouwen
| rang   | naam                | land | tijd    |
| ------ | ------------------- | ---- | ------- |
| Goud   | Lidiya Vasilevskaya | RUS  | 2:29.23 |
| Zilver | Winnie Cheruiyot    | KEN  | 2:40.02 |
| Brons  | Olena Rozhko        | UKR  | 2:59.53 |
| 4      | Gea Siekmans        | NED  | 3:03.59 |
| 5      | Maria Weenink       | NED  | 3:14.51 |
| 6      | Kristy Lodder       | NED  | 3:18.31 |

1947 ·
1949 ·
1951 ·
1953 ·
1955 ·
1957 ·
1959 ·
1961 ·
1963 ·
1965 ·
1967 ·
1969 ·
1971 ·
1973 ·
1975 ·
1977 ·
1979 ·
1981 ·
1983 ·
1985 ·
1987 ·
1989 ·
1991 ·
1992 ·
1993 ·
1994 ·
1995 ·
1996 ·
1997 ·
1998 ·
1999 ·
2000 ·
2001 ·
2002 ·
2003 ·
2004 ·
2005 ·
2006 ·
2007 ·
2008 ·
2009 ·
2010 ·
2011 ·
2012 ·
2013 ·
2014 ·
2015 ·
2016 ·
2017 ·
2018 ·
2019 ·
2020 · 2021 ·
2022 ·
2023 ·
2024 ·
2025